# Mülheimer Gottestracht

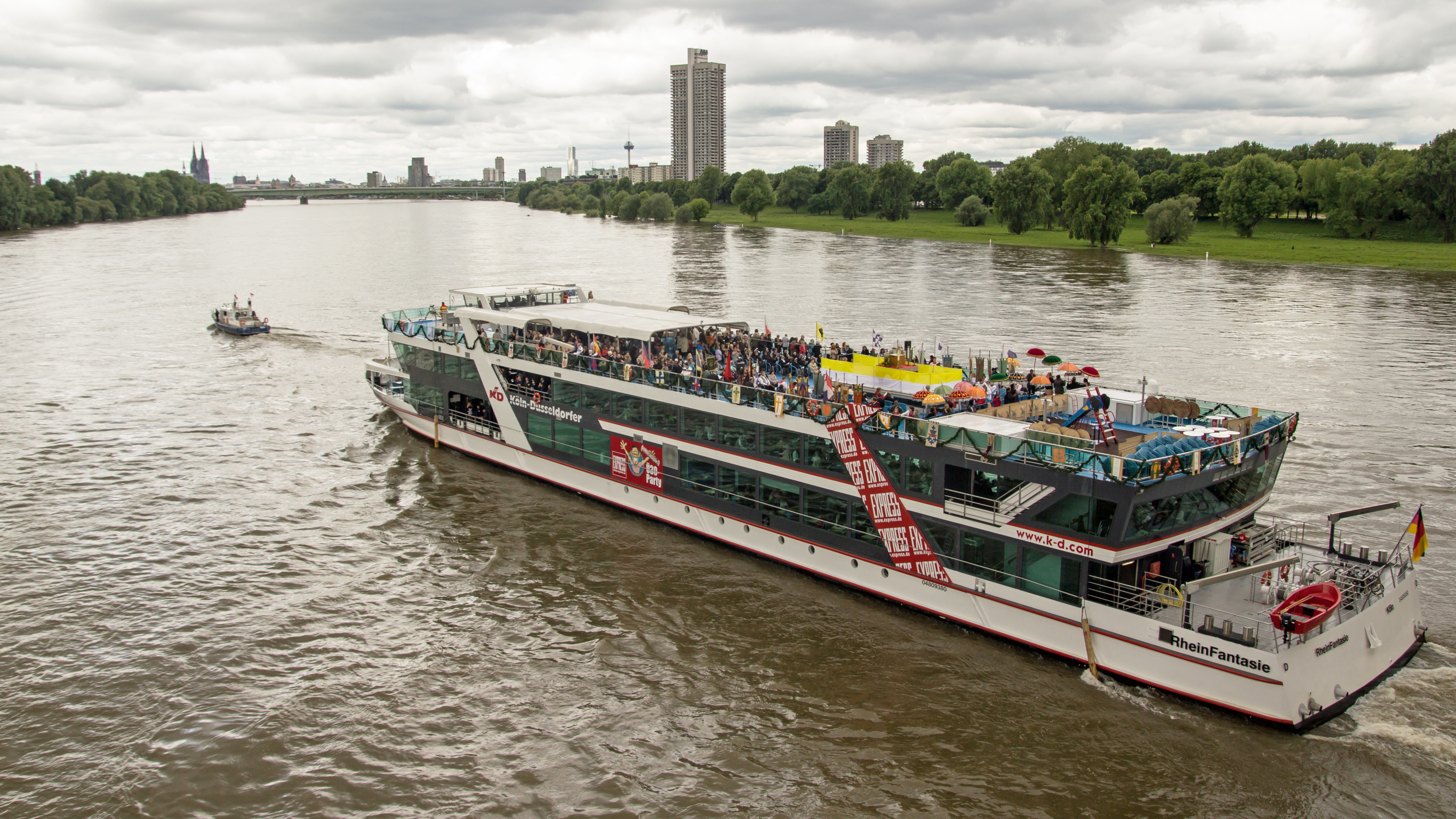
Mülheimer Gottestracht 2013

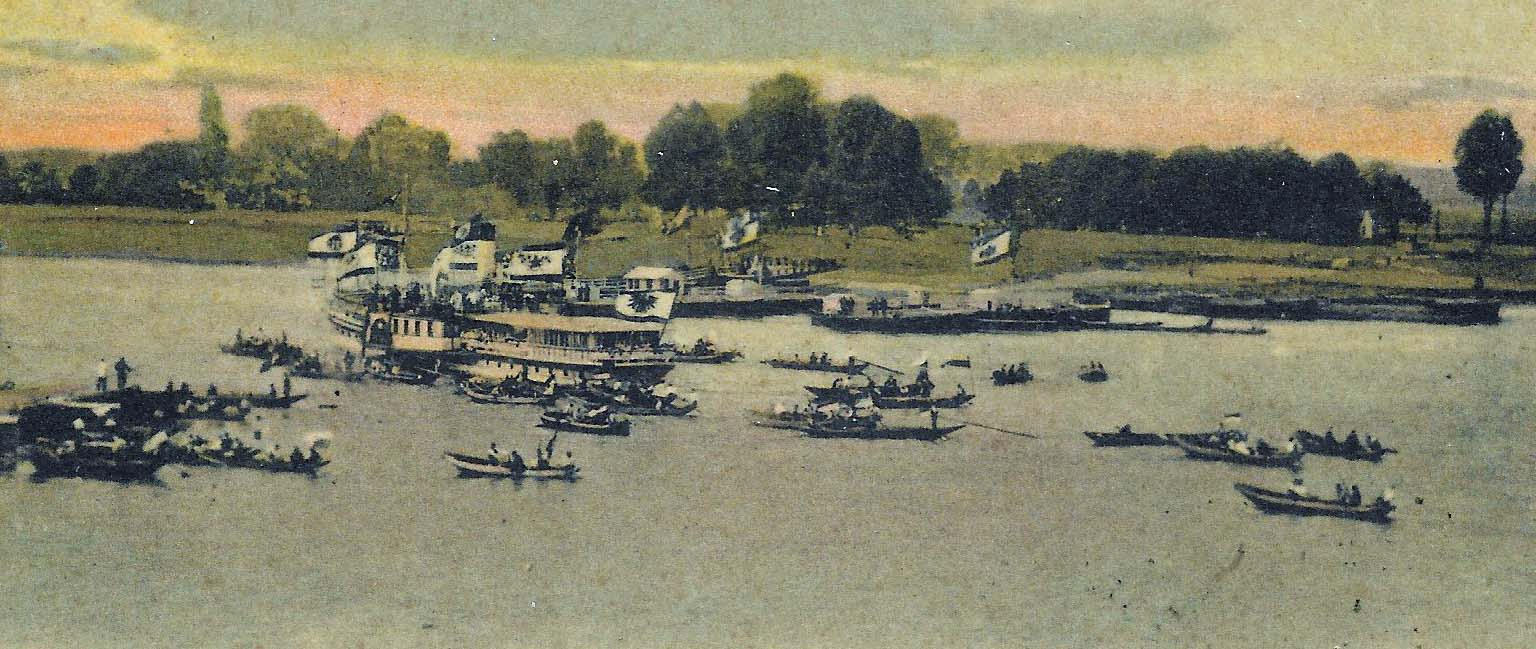
Mülheimer Gottestracht, Postkarte von 1906

Als Mülheimer Gottestracht wird die Fronleichnamsprozession in Mülheim am Rhein bezeichnet. „Gottestracht“ meint das Tragen Gottes, nämlich Jesu Christi im Sakrament. Es ist eine Besonderheit, dass diese Prozession nicht nur zu Lande, sondern auch mit Schiffen auf dem Rhein durchgeführt wird.

## Geschichte
Genaue Angaben über die Ursprünge des Festes sind nicht bekannt. Es wird angenommen, dass der Beginn des Fronleichnamsfestes in Mülheim mit der so genannten Mülheimer Gottestracht in die erste Hälfte des 14. Jahrhunderts zu legen ist. Auch über die Wege, wie und wo die Prozessionen gegangen sind, liegen aus der frühesten Zeit nur spärliche Hinweise vor. Bekannt sind:
1. Aus dem 16. Jahrhundert findet sich in einer Urkunde der Hinweis: „…den weg auß, der zu den Dunwalt geitt, da man das heilige Sakrament von Mulheim hinzutragen pflegt.“ Gemeint ist damit Dünnwald, wo die Prämonstratenserinnen von Kloster Steinfeld eine Niederlassung hatten.
2. In einem Verzeichnis der Altenberger Ländereien aus dem Jahr 1769 findet sich im Zusammenhang mit der Mülheimer Gottestracht folgender Eintrag: „Die jährliche Prozession geht von der Schönrader Forst über Paffrather Straaß, den oberen Steinweg und also in circule um den ganzen Weidenbruch bis Bochheim.“ Der Schönrather Forst gehörte mit dem Schönrather Hof zur Abtei Altenberg. Von hier aus ging die Prozession nach Buchheim.
3. Letztlich gibt es Aufzeichnungen dazu, wo geschossen werden durfte: … am Creuz aufm Weeg nach Stammheim, bei Schönrath, am Schanzgesweg beym Creuz, zu Bocheim, aufm Rhein …

Danach könnte man den Weg der Gottestracht folgendermaßen beschreiben: Morgens um halb sieben Auszug aus der Clemenskirche zum Rheinufer, wo der Segen erteilt wurde. Weiter ging es rheinaufwärts nach Stammheim zum Hochkreuz, dann über Schönrath bis in die Nähe des Klosters Dünnwald und zurück über den Schänzchesweg (heute Schanzenstraße) bis Buchheim. Jetzt ging es zum Rhein am Pulverturm (heute Am Pulverturm), wo ein Schiff für eine Rheinfahrt mit Segen bereitstand. Zum Schluss ging die Prozession zurück über die Steinpforte (heute Mülheimer Freiheit) zum alten Hospital. Hier fand abschließend eine sogenannte Kontroverspredigt statt, nach deren Beendigung die Prozession zur Clemenskirche zurückkehrte.

## Programm
Das Programm der Mülheimer Gottestracht wie es am 16. Juni 2022 ablief:
- 9.00 Uhr: Beginn mit einer Eucharistiefeier in der Liebfrauenkirche, Regentenstraße 4,
- 10.00 Uhr: Landprozession mit folgenden Stationen: Regentenstraße – Keupstraße – Mülheimer Freiheit – Peter-Müller-Straße – Rheinufer,
- 11.00 Uhr: Schiffsprozession entlang der Rheingrenze der ehemaligen Stadt Mülheim am Rhein mit dem Segen über Strom und Land um 12.00 Uhr,
- 12.30 Uhr: Abschluss in der St.-Clemens-Kirche.[2]